# Baksh Nasikh
Baksh Nasikh (in urdu: امام بخش ناسخ; Faizabad, 1776 – Lucknow, 1838) è stato un poeta indiano, di lingua urdu, vissuto durante l'era Moghul.

## Biografia
Imam Baksh Nasikh nacque a Faizabad, in India, all'epoca governata dai Moghul.
Il suo povero padre morì quando Imam Baksh Nasikh era un bambino. In seguito, un ricco mercante di Lahore, lo adottò e gli diede una buona educazione e istruzione, e Nasikh trascorse felice il primo periodo della sua vita.
Quando il padre adottivo morì, Nasikh diventò il beneficiario dell'eredità.
Nasikh imparò il persiano con Hafiz Waris Ali e altri eruditi studiosi di Farangi Mahal, oltre che l'arabo.
Dopo che Lucknow divenne la capitale di Awadh, Nasikh si trasferì in città, dove trascorse il resto della sua vita.
Nasikh era un grande ammiratore di Mir Taqi Mir, ed è stato uno dei fondatori della Scuola di Lucknow di poeti Urdu.
Il nome d'arte con cui Nasikh firmò le sue poesie significa «colui che abroga», in riferimento al rinnovamento linguistico attuato nella Scuola di Lucknow, agli inizi del suo secondo periodo di fioritura.
Il suo compito di maestro poetico si risolse soprattutto nella limitazione delle ricercatezze formali che appesantivano la letteratura urdu, consentendo una rifioritura della poesia urdu.
I suoi detrattori lo accusarono di comporre poesie prive di sentimento, in realtà Nasikh con le sue regole migliorò la qualità lirica e consentì alla letteratura urdu di ottenere una posizione di prestigio nell'ambito delle letterature neo-indiane.
Nasikh aderì al sufismo musulmano e come nella poesia di Mirza Ghalib o Mir, nelle poesie di Nasikh furono presenti concetti biblici-coranici di paradiso, inferno, zahid, ecc.
La poesia di Nasikh segnò uno spartiacque nello sviluppo della poesia urdu, e quindi è una componente fondamentale dei corsi di laurea in letteratura urdu ed Nasikh ebbe molti allievi tra le giovani generazioni di poeti urdu.
Nasikh ci ha lasciato tre raccolte (Diwan), che evidenziano il suo stile lirico aristocratico e sottile, signore del verso e della lingua; inoltre sono sopravvissuti alcuni poemetti di argomento religioso dedicati a Maometto e ad ʿAlī ibn Abī Ṭālib, di cui era seguace Nasikh,oltre che alcuni versi riguardanti la situazione politica contemporanea.